# Rodney Rothman
Rodney Rothman est un scénariste, producteur et réalisateur américain.
En 2005, Rothman écrit le livre Early Bird: A Memoir of Premature Retirement. Il a aussi écrit les scriptes de Match retour, 22 Jump Street et Spider-Man: New Generation qui est le premier film qu'il a coréalisé avec Bob Persichetti et Peter Ramsey. Il a aussi coécrit ce film avec Phil Lord.
Son travail sur Spider-Man: New Generation lui a valu l'Oscar du meilleur film d'animation, le Golden Globe du meilleur film d'animation et les Annie Awards pour la réalisation et l'écriture dans une production de long métrage. Il a été également nommé cinq fois pour un Emmy Award.

## Filmographie

### Télévision
| Année     | Titre                          | Scénariste | Producteur | Notes |
| --------- | ------------------------------ | ---------- | ---------- | --- |
| 1995–2000 | Late Show with David Letterman | Oui        | Oui        | scénariste adjoint (1995–1996); scénariste (1996–1998); responsable des scénarios (1998–2000); Producteur (1999–2000) |
| 2001–2002 | Les Années campus              | Oui        | Oui        | |
| 2004      | Game Over                      | Non        | Oui        | |
| 2004      | $5.15/hr.                      | Oui        | Oui        | Pilote pour HBO |
| 2005      | Early Bird                     | Non        | Oui        | Createur; pilote pour NBC                                                                                             |
| 2005      | Marni et Nate                  | Oui        | Oui        | |
| 2006      | Help Me Help You               | Oui        | Oui        | |
| 2006      | 78e cérémonie des Oscars       | Oui        | Non        | |
| À venir   | The Promised Neverland         | Non        | Oui        | Réalisateur et Producteur exécutif                                                                                    |

### Film
| Année | Titre                               | Réalisateur | Scénariste | Producteur | Notes                                                                           |
| ----- | ----------------------------------- | ----------- | ---------- | ---------- | ------------------------------------------------------------------------------- |
| 2008  | Forgetting Sarah Marshall           | Non         | Non        | Oui        |                                                                                 |
| 2009  | L'An 1 : Des débuts difficiles      | Non         | Non        | Oui        |                                                                                 |
| 2010  | Get Him to the Greek                | Non         | Non        | Oui        |                                                                                 |
| 2012  | The Five-Year Engagement            | Non         | Non        | Oui        |                                                                                 |
| 2013  | Match retour                        | Non         | Oui        | Non        | Coscénariste avec Tim Kelleher                                                  |
| 2014  | 22 Jump Street                      | Non         | Oui        | Non        | Coscénariste avec Michael Bacall et Oren Uziel                                  |
| 2016  | Popstar: Never Stop Never Stopping  | Non         | Non        | Oui        |                                                                                 |
| 2018  | Spider-Man: New Generation          | Oui         | Oui        | Non        | Coréalisateur avec Bob Persichetti et Peter Ramsey. Coscénariste avec Phil Lord |
| 2023  | Spider-Man: Across the Spider-Verse | Non         | Oui        | Non        | Histoire uniquement (avec Bob Persichetti et Peter Ramsey)                      |